# Globalissimo
Globalissimo (Untertitel „Andorra, Chile und Türkei, die Mongolei ist auch dabei“) ist ein 2008 bei Kosmos erschienenes Brettspiel von Günter Burkhardt mit Illustrationen von Bernd Wagenfeld für 2 bis 6 Spieler.

## Inhalt
- 1 Spielbrett, Weltkarte mit 162 Ländern
- 4 Übersichtstafeln
- 6 Spielfiguren in den Farben blau, gelb, grün, rot, schwarz und weiß
- 36 Tippkarten, je 6 in den Farben blau, gelb, grün, rot, schwarz und weiß mit den Werten 1 bis 6
- 14 Barrieren, je 7 lila und orange mit Standfuß
- 1 Startspielerkärtchen mit Standfuß
- 10 Kategoriekarten
- 100 Länderkarten
- Spielregel (4 Seiten)

## Beschreibung
Ziel des Spieles ist es, möglichst genau abzuschätzen, welche Länder in den Kategorien Einwohner, Fläche, Bevölkerungsdichte, Bruttosozialprodukt, Straßenkilometer, Gefangene, CO2-Emission, Ärzte, Ausländische Urlauber und Kraftfahrzeuge höhere Werte aufzuweisen haben. Dazu werden in jeder Runde 6 Länder ausgelegt und eine Kategorie ausgelost. Die Spieler müssen dann tippen, an welchem Platz eines dieser Länder der 6 Länder liegt. Dazu platziert jeder beginnend beim Startspieler eine seiner Tippkarten auf einem Land, wobei auf jedes Land nur eine Tippkarte gelegt werden darf. Anschließend werden die Länderkarten umgedreht und in der für die ausgeloste Kategorie richtigen Reihenfolge angeordnet. Hat ein Spieler den Platz innerhalb der Rangfolge richtig getippt, erhält er 3 Punkte, liegt er um eine Position daneben, gibt es 2 Punkte, bei 2 Positionen daneben noch einen Punkt. Auf der Punkteleiste rücken die Spieler nun ihre Spielfigur vor. Stößt er dabei auf eine Barriere, muss er noch eine Aufgabe lösen. Bei den orangefarbigen Barrieren muss er die Hauptstadt der obersten Länderkarte nennen, bei der violetten das Land auf dem Spielplan finden. Das Spiel endet, nachdem alle 10 Kategorien durchgespielt wurden. Wer dann mit seiner Figur am weitesten vorne steht, ist Sieger des Spiels.

## Auszeichnungen
- Nominiert für den Spiele Hit für Familien 2008

## Übersetzungen
- Griechisch: Η ΓΕΩΓΡΑΦΙΑ ΤΟΥ ΚΟΣΜΟΥ (bei Kaissagames)

## Spielkritiken
- Spielbox Ausgabe 3/08: "The Return of Almanach"